# NGC 5925
NGC 5925 је расејано звездано јато у сазвежђу Угломер које се налази на NGC листи објеката дубоког неба.
Деклинација објекта је - 54° 31' 42" а ректасцензија 15h 27m 26,0s. Привидна величина (магнитуда) објекта NGC 5925 износи 8,4. NGC 5925 је још познат и под ознакама OCL 938, ESO 177-SC6.